# Beatrice Ewuzie
Beatrice Ewuzie, née le 4 avril 1951, est une athlète nigériane.

## Carrière
Beatrice Ewuzie fait partie de l'équipe du Nigeria d'athlétisme lors des Jeux olympiques d'été de 1972 à Munich, et est remplaçante du relais 4 × 100 mètres, sans finir la course. Elle remporte deux médailles d'argent aux Jeux africains de 1973 à Lagos, sur 200 mètres et au relais 4 × 100 mètres. Elle obtient la médaille de bronze du 200 mètres aux Jeux afro-latino-américains de 1973 à Guadalajara puis participe aux Jeux du Commonwealth britannique de 1974 à Christchurch, terminant 6e de la finale du  4 × 100 mètres.